# Martin Wolf (Politiker)

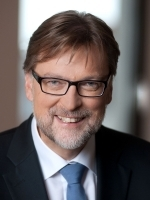
Martin Wolf (2012)

Martin Wolf (* 4. Januar 1956 in Pfaffenhofen a.d.Ilm) ist ein deutscher Kommunalpolitiker (CSU). Von August 2011 bis April 2020 war er Landrat des Landkreises Pfaffenhofen a.d.Ilm.

## Leben
Wolf wuchs auf dem elterlichen Bauernhof in Lausham (Gemeinde Reichertshausen) auf. Er besuchte die Grundschule in Steinkirchen, später das Dom-Gymnasium Freising und das Schyren-Gymnasium in Pfaffenhofen. Nach dem Abitur und dem Grundwehrdienst bei der Luftwaffe in Neubiberg studierte er Agrarwissenschaften an der Technischen Universität München in Weihenstephan mit Schwerpunkt Betriebswirtschaft und schloss als Dipl. Agr. Ing. (Univ.) ab.
Er war zunächst als landwirtschaftlicher Betriebsberater und Lehrer an den Landwirtschaftsschulen und -ämtern in Passau und Pfaffenhofen tätig. Ab 1998 arbeitete er im Bayerischen Staatsministerium für Ernährung, Landwirtschaft und Forsten, war dort unter anderem Büroleiter von Staatsminister Josef Miller und Referatsleiter für Führung und Controlling des Bereichs Landwirtschaft.
Bei der Kommunalwahl im Frühjahr 1996 wurde er erstmals in den Stadtrat von Pfaffenhofen gewählt. Er fungierte dort zwölf Jahre als Musikreferent und wurde 2008 zum Finanzreferenten bestimmt. Seit 2009 ist er Vorsitzender des CSU-Ortsverbandes Pfaffenhofen. Nach der Amtsenthebung von Landrat Josef Schäch gewann er am 31. Juli 2011 die Stichwahl um dessen Nachfolge gegen den Bewerber der Freien Wähler, Rolf Deml, mit 52,1 Prozent.
Nach seiner Wiederwahl zum Landrat bei der Landratswahl 2017 erklärte er, er wolle das Amt nur für eine halbe Amtszeit bis zur nächsten Kommunalwahl, die für 2020 geplant war (und dann auch stattfand), bekleiden. Als Hauptgrund nannte Martin Wolf den persönlichen Bereich, der nichts mit dem dienstlichen Verhältnis zu tun habe. Außerdem sollten die Wahlen zum Kreistag wieder gemeinsam mit der Wahl zum Landrat im Landkreis Pfaffenhofen an der Ilm stattfinden. Im Januar 2019 bestätigte Landrat Martin Wolf gegenüber Pressevertretern, dass er seine Amtszeit als Landrat mit Wirkung zum 30. April 2020 beenden wird. Zwischenzeitlich spielte Martin Wolf mit dem Gedanken, die volle Amtszeit als Landrat von sechs Jahren auszuschöpfen, was wahrnehmbar für Aufregung und Wirbel sorgte (möglicher Wortbruch), unter anderem in seiner Partei, der CSU. Nachdem Martin Wolf zurückgerudert hatte, brachte er seinen Antrag auf Amtszeitverkürzung in den Kreistag ein und am 8. Juli 2019 stimmte dieser der Amtszeitverkürzung mehrheitlich zu.
Bei der Kommunalwahl 2020 setzte sich am 29. März 2020 in einer Stichwahl um das Amt des Landrates im Kreis Pfaffenhofen an der Ilm der Bewerber der Freien Wähler, Albert Gürtner, mit 51,5 % gegen den CSU-Kandidaten Martin Rohrmann (48,5 %) durch. Damit wird Albert Gürtner (Freie Wähler) mit Wirkung zum 1. Mai 2020 als Nachfolger von Martin Wolf neuer Landrat im Landkreis Pfaffenhofen an der Ilm.
Am 2. April 2017 verunglückte Wolf bei einem Motorradunfall auf der A99 und zog sich schwere Verletzungen zu. In der Folge übernahm sein Stellvertreter, Anton Westner (CSU), die Amtsgeschäfte bis zur Wiedergenesung und Wiedereinarbeitung von Martin Wolf als Landrat. Unterstützt wurde Anton Westner vom weiteren stellvertretenden Landrat Josef Finkenzeller (FW).